# Die Tänzerin Barberina
Die Tänzerin Barberina ist ein deutscher Historien-Stummfilm aus dem Jahre 1920 mit Lyda Salmonova in der Titelrolle und Otto Gebühr als Friedrich dem Großen.

## Handlung
Der Film handelt von Leben, Lieben und den ausgiebig geschilderten Affären der Tänzerin Barbara Campanini. Als junges Mädchen wird sie von dem italienischen Tänzer und Tanzlehrer Antonio Rinaldi Fossano entdeckt und gefördert. Mit der Unterstützung ihrer als Kupplerin tätigen Mutter und unter Anwendung von reichlich Druck macht Fossano sie zu seiner Geliebten. Durch Fossano lernt Barbara die große Welt der Höfe und Paläste Europas kennen. Sie landet zunächst am Hofe Ludwig XV. in Versailles, wo sie von Höflingen und Günstlingen des Königs umworben wird. Barbara ist von Anbeginn keinem Abenteuer abgeneigt, denn die ehrgeizige Tänzerin will in ihrem Leben hoch hinaus. Und so landet sie in den Betten von lüsternen Grafen und Fürsten, die ihr das Leben ermöglichen können, das sich die Courtisane ersehnt.
Ein Gastspiel in London führt sie geradewegs in die Arme des jungen Lord Stuart de Mackenzie, der mit ihr nach Venedig durchbrennt, obwohl die Tänzerin „La Barberina“, wie sie von ihren Bewunderern liebevoll genannt, wird, zugesagt hat, einer Verpflichtung nach Berlin an den Hof des preußischen Königs Friedrich II. nachzukommen. Erzürnt über den Vertragsbruch sorgt der König, der aus der Angelegenheit eine veritable Staatsaffäre zu machen droht, dafür, dass die italienische Tänzerin von der Republik Venedig an Preußen ausgeliefert und an das Ballett seiner königlichen Hofoper gebracht wird. Barbara zieht ihren Nutzen aus dieser Zwangsaktion, lässt den ihr nachreisenden liebestollen Lord Stuart links liegen und wird schließlich die Geliebte des zu diesem Zeitpunkt noch nicht gar so „Alten“ Fritz.

## Produktionsnotizen
Für Otto Gebühr war dies der erste Film, in dem er als Preußenkönig Friedrich der Große auftrat. In über zwei Jahrzehnten spielte er Fridericus Rex noch weitere 14 Male.
Die Tänzerin Barberina entstand überwiegend in der zweiten Jahreshälfte 1919. Der siebenaktige Film mit einer Länge von 2238 Metern wurde am 2. April 1920 im Tauentzienpalast uraufgeführt.
Die Filmbauten und Kostümentwürfe stammen aus der Hand von Ernst Stern.

## Hintergründe und Wissenswertes
- Barbara Campanini (1721–1799), eine der bedeutendsten Tänzerinnen des 18. Jahrhunderts, debütierte auf deutschem Boden 1744 an der preußischen Hofoper. Sie lebte bis zu ihrem Tod zumeist in Preußen. Im Werben um Campaninis Gunst blieb hingegen der preußische Adelige Freiherr Karl Ludwig von Cocceji der Sieger. Coccejis Rolle findet in diesem Film jedoch keine Berücksichtigung.
- Das Verhältnis der Barberina zu Friedrich II. wird auch in den Filmen Die Mühle von Sanssouci (1925/26) und Die Tänzerin von Sanssouci (1932) thematisiert. Im ersten spielte Olga Tschechowa, im zweiten Lil Dagover  die Barberina.